# 오스트리아 내전
오스트리아 내전(독일어: Österreichischer Bürgerkrieg) 또는 2월 폭동(독일어: Februarkämpfe)은 사회주의 정당인 오스트리아 사회민주당과 보수주의 정당인 조국전선 등이 1934년 2월 12일부터 2월 16일까지 벌인 오스트리아의 내전이다. 이 전쟁은 린츠에서 시작되다가 빈, 그라츠, 브루크안데어무어, 유덴부르크, 비너노이슈타트, 슈타이어, 그리고 오스트리아의 동부와 중앙부 지역의 공업 도시까지 퍼졌다.

## 전쟁 이전

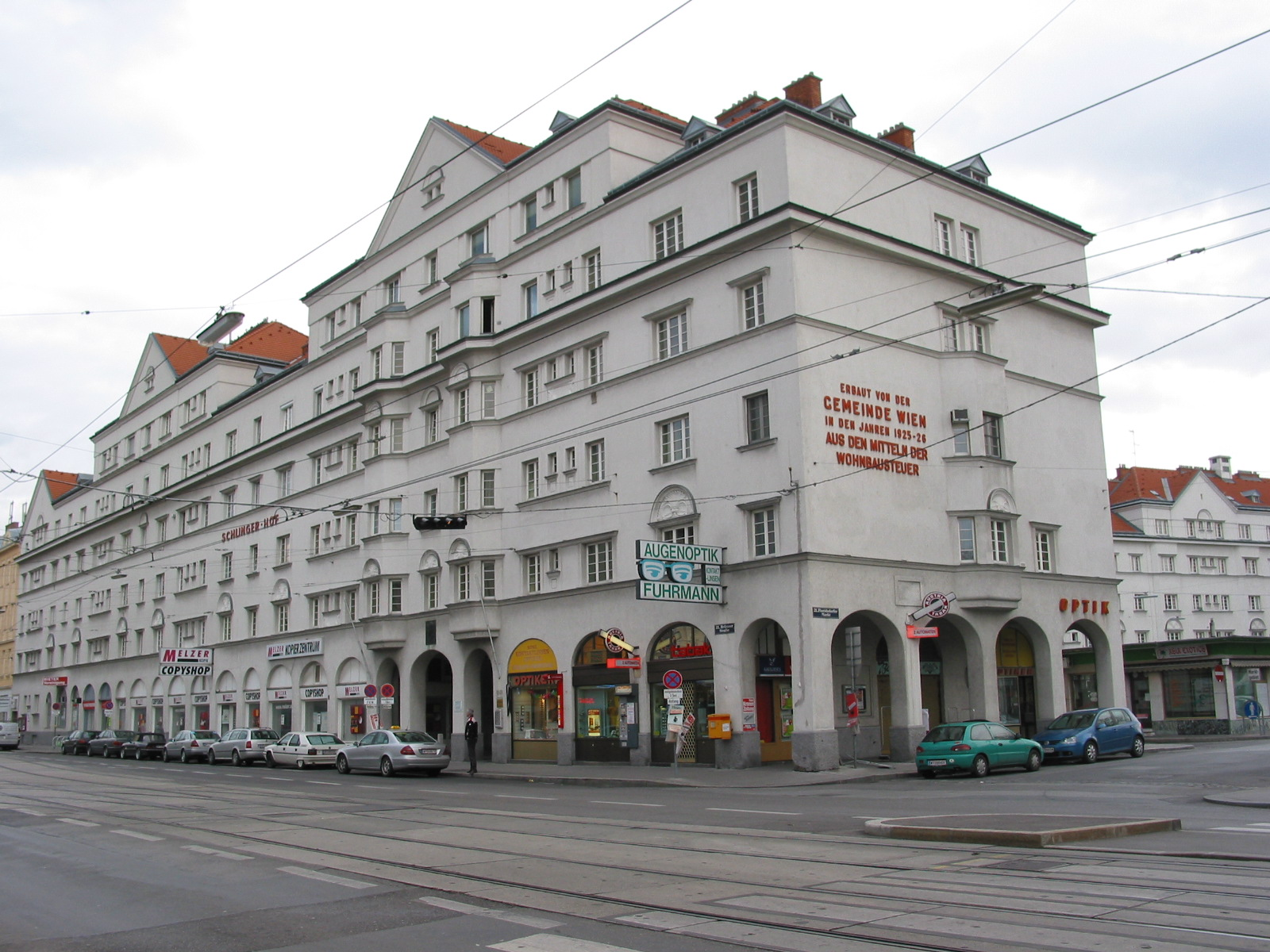
플로리드스도르프에 있는 쉬링거 법원. 1934년에 보국단이 법원을 무기 저장소를 만들어 사용했다고 한다.

1918년, 제1차 세계 대전이 종전됨과 동시에 오스트리아-헝가리 제국이 붕괴되었고, 독일계 오스트리아 공화국이 만들어지게 된다. 그리고 정부가 간접 민주제로 바뀌었고, 두 개의 정당이 만들어지게 된다. 그것은 바로 오스트리아 사회민주노동자당과 로마 가톨릭교회의 지지를 기반으로 한한 우익 정당 오스트리아 기독사회당이라는 두 정당은 사회 정당의 본거지에 있는 노동자들의 본거지인 정당 본거지를 발견한 반면, 보수주의자들은 시골의 인구와 권력층의 대부분을 지지할 수 있었다. 보수주의자들은 로마 가톨릭교회와 긴밀한 동맹을 유지하여 그들의 고위 성직자들 중 몇몇을 포함할 수 있었다. 당시 유럽의 대부분은 초기 민주주의 국가들과 마찬가지로, 오스트리아의 정치는 대단한 민주주의 성향을 띠웠다. 진보파와 보수파는 정당한 정당으로 구성된 것이 아니라, 그들 자신의 준군사 조직을 포함한 막강한 권력 구조를 가지고 있었다. 보수파는 보국단이라는 준군사조직을 만들어 보수파를 지지했지만, 노동자들과 진보파들은 공화수호동맹이라는 준군사조직을 만들었다. 하지만 1923년 이후 정치 집회 등과 같은 격렬한 충돌이 자주 발생했다. 첫 주요 사건은 1927년 초에 헤르만 힐트가 연합전선이라는 준군사조직이 8살짜리 아이와 부르겐란트 주에서 18세 남성을 살해하고 7월에 세 명의 피고인들이 오스트리아 법원에서 작동하도록 발행된 좌파로 이어졌다가 무죄 판결로 풀려났다. 독립적인 배심원 방식의 도입은 오랜 시간동안 사회주의 요구로 남겨져 있었다. 1927년 7월 15일, 빈에서 총파업이 발생했다. 그리고 경찰이 급습한 후에 보안군이 시위대에게 총격을 가하기 시작하여 분노한 군중들이 궁전에 불을 질렀다. 이것은 결함있는 부분적인 사법 제도의 상징으로 비춰진다. 이렇게 하여, 89명의 사람들이 7월 항쟁에서 목숨을 잃었고, 수많은 사람들이 부상을 입었다. 놀랍게도, 그 폭력 사태는 곧 파벌들이 폭력적인 항쟁에 거리에서 정치 기관으로 가져가게 된 것이다. 그러나, 제1공화국의 혁명은 1928년이 되자 더 악화되었다. 1929년의 대공황은 오스트리아에 큰 영향을 미쳤고 높은 실업률과 막대한 인플레이션을 초래했다. 1933년에 아돌프 히틀러는 나치 독일의 수상이 되어 큰 문제가 생겼다.

## 분쟁
1933년 3월 4일, 오스트리아 기독사회당 출신 총리 엥겔베르트 돌푸스가 오스트리아 의회를 집행했다. 전국 의회 의원들의 투표에서 세 명의 대통령은 의원직을 사퇴하기 위해 의원직을 사퇴했다. 심지어 돌푸스는 이 기회를 사용하여 의회의 모든 기능을 중단하고 모든 시도를 다시 저지하려는 것을 중단했다. 보수주의자들은 좌파 뿐만 아니라 나치의 침투에서 감시의 압력과 폭력이 심해졌고, 법령에 따라 1917년 비상법을 근거로 수표 없이 배제할 수 있었다. 하지만 그들의 권력, 그리고 시민의 자유를 제약하여 부르카를 금지하고 많은 회원국들을 투옥시켰다. 1934년 2월 18일 빈 보국단 사령관 에밀 페이는 린츠의 한 호텔에서 사회민주당원들을 찾기 시작하였다. 그 결과, 린츠 사령관 리처드 베르나셰크는 저항력과 경찰, 국가 헌병대, 국보단, 연방군 등을 불법화된 것에 반하여, 아직도 존재하지 않는 사회주의자로 밝혀졌다.

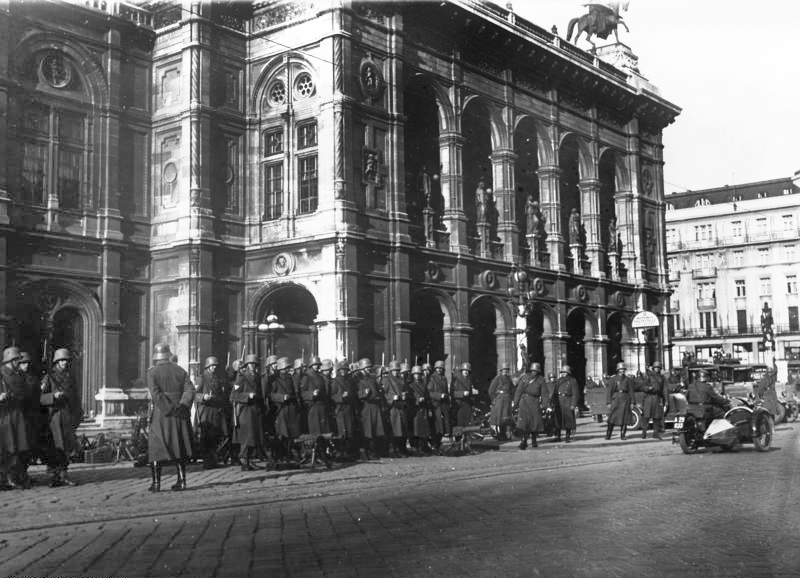
빈 국립 오페라 극장앞에서 자리잡아 무장을 하는 연방군

이렇게 해서 두 진영 사이의 갈등은 빈에서 벌어지는 열기와 함께 오스트리아의 다른 도시로 퍼져 나갔다. 그 결과 공화수호동맹은 카를 마르크스 법원에서 무장을 시작했다고 하여 사회주의 운동의 상징이 되었다. 경찰과 준군사조직들은 이들 요새를 점거하고 진지 외곽에 위치해 있는 사회주의 군인들과 교전을 벌였다. 이 역시 슈타이어, 장크트푈텐, 웨이츠, 에겐부르크, 카펜부르크, 브루크안데어무어, 그라츠, 에벤치, 워글 등의 공업 도시가 전쟁터로 변했다. 결국 오스트리아 연방군의 참가자들이 전쟁터가 된 대부분의 공업 도시와 도시 곳곳에서 투입하였다. 연방군은 야포를 발사하여 수천명이 사망했다. 그 결과 야포로 인하여 대부분의 사회민주당 당원들과 노동자들은 항복하였고, 건물 수천 개가 무너지는 등 인명 피해를 낳았다. 한편 빈 지역과 오버외스터라이히주의 전투는 2월 13일에 끝이 났다. 그러나 브루크안데어무어와 슈타이어는 여전히 전투 중이었으며, 2월 14일이나 2월 15일에 전투가 끝이 났다. 사회민주당 당원들과 노동자들은 오스트리아를 탈출하고 내전은 2월 16일에 끝이 난다.

## 전쟁 이후

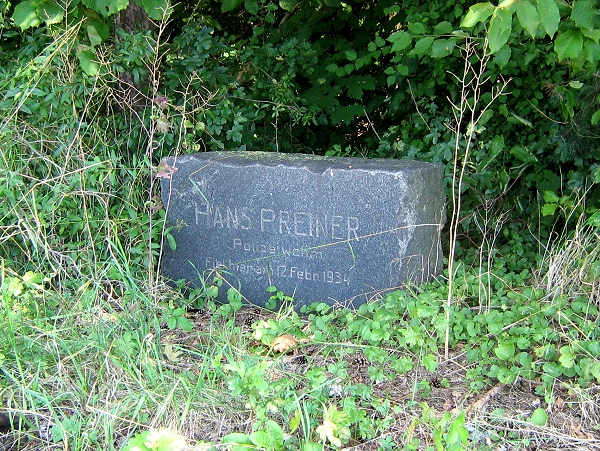
전쟁 도중 경찰관의 죽음을 추모하기 위해 만든 기념비. 린츠에서 발견됐다고 한다.

내전이 끝나자 수 천이 넘는 시민들과 군인들이 죽고 오스트리아 제1공화국은 막을 내렸으며 조국전선을 기반으로 하는 오스트리아 연방국이 만들어진다. 이 국가는 아돌프 히틀러에 의한 오스트리아 병합으로 인해 붕괴되었는데, 제2차 세계 대전 이후 1955년까지 연합군의 통치하에 놓게 되었다. 한편 아홉명의 공화수호동맹 사령관은 비상계엄을 내렸다. 심지어 1,000명이 넘는 사람들도 체포되어 사회주의 정치가들도 모두 체포되었다. 그 결과 오스트리아 연방국의 사상은 이탈리아의 파시즘과 오스트리아를 합한 오스트로파시즘 사상이 만들어지게 되고, 보수주의를 믿는 로마 가톨릭교회 성직자들이 늘어났으며, 파시즘과 나치즘의 사상과 가까워지게 된다. 조국전선의 경우 보국단과 오스트리아 기독사회당을 계승하여 합법적인 권위주의 정당이 된다.

## 그 이후

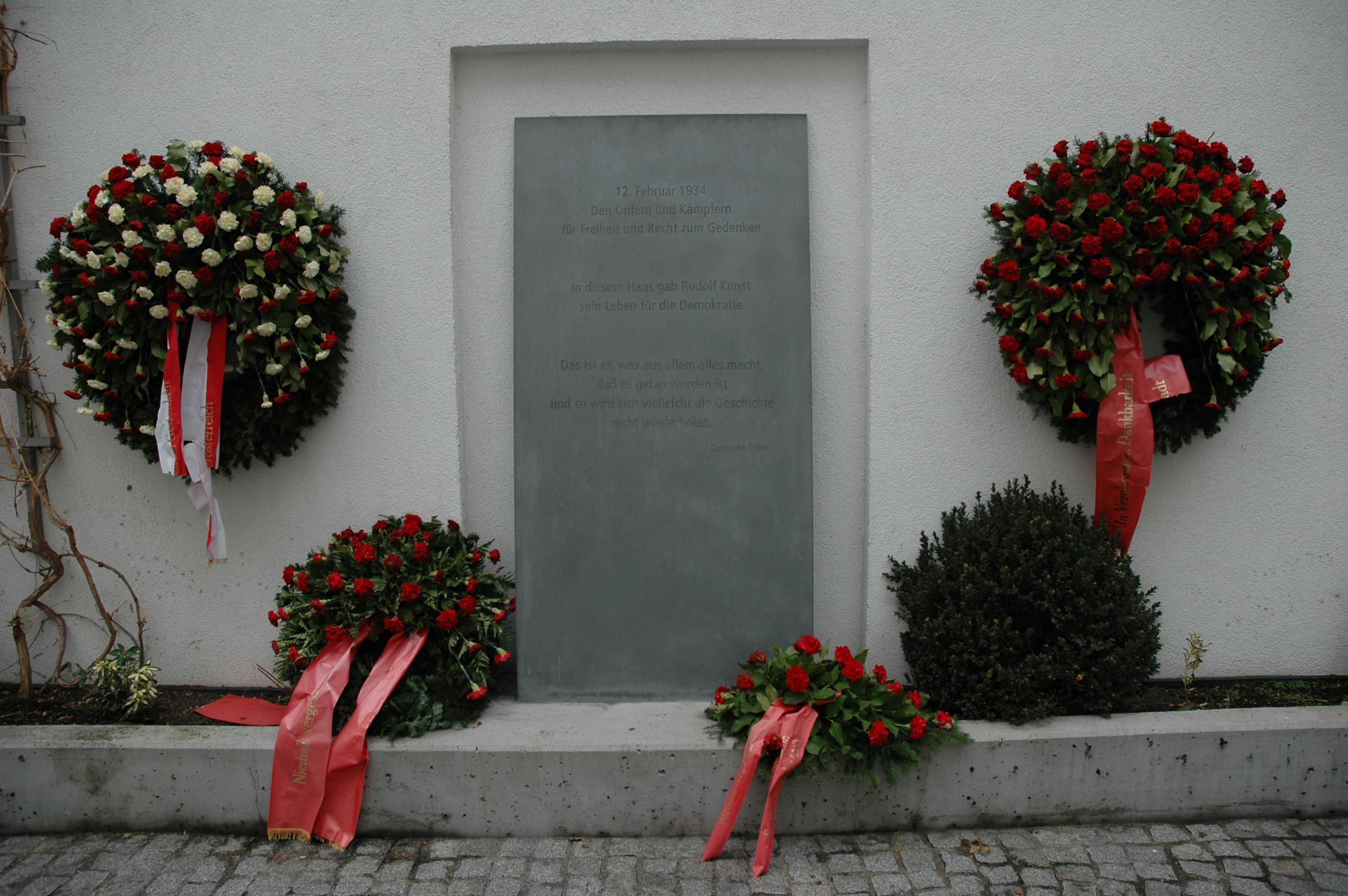
린츠의 시프 호텔, 이 곳을 격전지로 삼았다.

연합군의 군정기가 끝이 나자, 보수주의자들은 오스트리아 국민당이라는 새로운 보수 정당을 만들었다. 이는 현재 오스트리아 사회민주당과 함께 양대 정당이다.

## 같이 보기
- 오스트리아의 역사